# Mount Formidable
Der Mount Formidable ist ein Berg in den North Cascades im Skagit County im US-Bundesstaat Washington. Der erste Aufstieg erfolgte durch Mitglieder der originalen Ptarmigan Traverse; der Gipfel ist auch heute noch ein beliebtes Ziel der Seilschaften an der Traverse.:265–267 Er wurde durch den Pionier-Bergsteiger Herman Ulrichs 1935 aufgrund der zerklüfteten Erscheinung seiner Nordflanke benannt.:265–267 Der Gipfel wird üblicherweise vom Cascade Pass über die Ptarmigan Traverse erreicht.

## Geographie und Klima
Der Mount Formidable liegt auf einer Nebenkette der Kaskaden, etwa eine halbe Meile (800 m) westlich des Hauptgrates zwischen dem Cascade Pass und dem Dome Peak, dessen Overdrive Tower als das eigentliche Massiv angesehen wird, sowie etwa eine Meile (1,6 km) westlich des Spider Mountain. Er liegt in der Klimazone der Marine West Coast, wodurch starke Schneefälle auf ihn niedergehen. Die Umgebung ist Teil der Ökoregion gemäßigter Regenwälder an der Pazifikküste; daher sind tiefere Lagen mit sehr dichter Vegetation überzogen.:214–217 Der Middle-Cascade-Gletscher, welcher über den Cascade River in den Skagit River entwässert, liegt an der Nordseite des Berges.:265–267

## Geologie
Die North Cascades sind aus Terranen oder verstreuten, unzusammenhängenden Felsformationen verschiedenen Alters aufgebaut. Genauer gesagt, besteht das unmittelbare Umfeld des Mount Formidable (d. h. innerhalb 10 mi (16 km)) hauptsächlich aus Granit-Felsen, die aus dem Mesozoikum stammen, sowie aus Schiefern aus dem späten Paläozoikum. Der Mount Formidable selbst besteht wahrscheinlich aus ursprünglich vulkanischen Gesteinen, die im Trias gebildet wurden und in der späten Kreidezeit einer Metamorphose unterlagen.

## Ersteigung

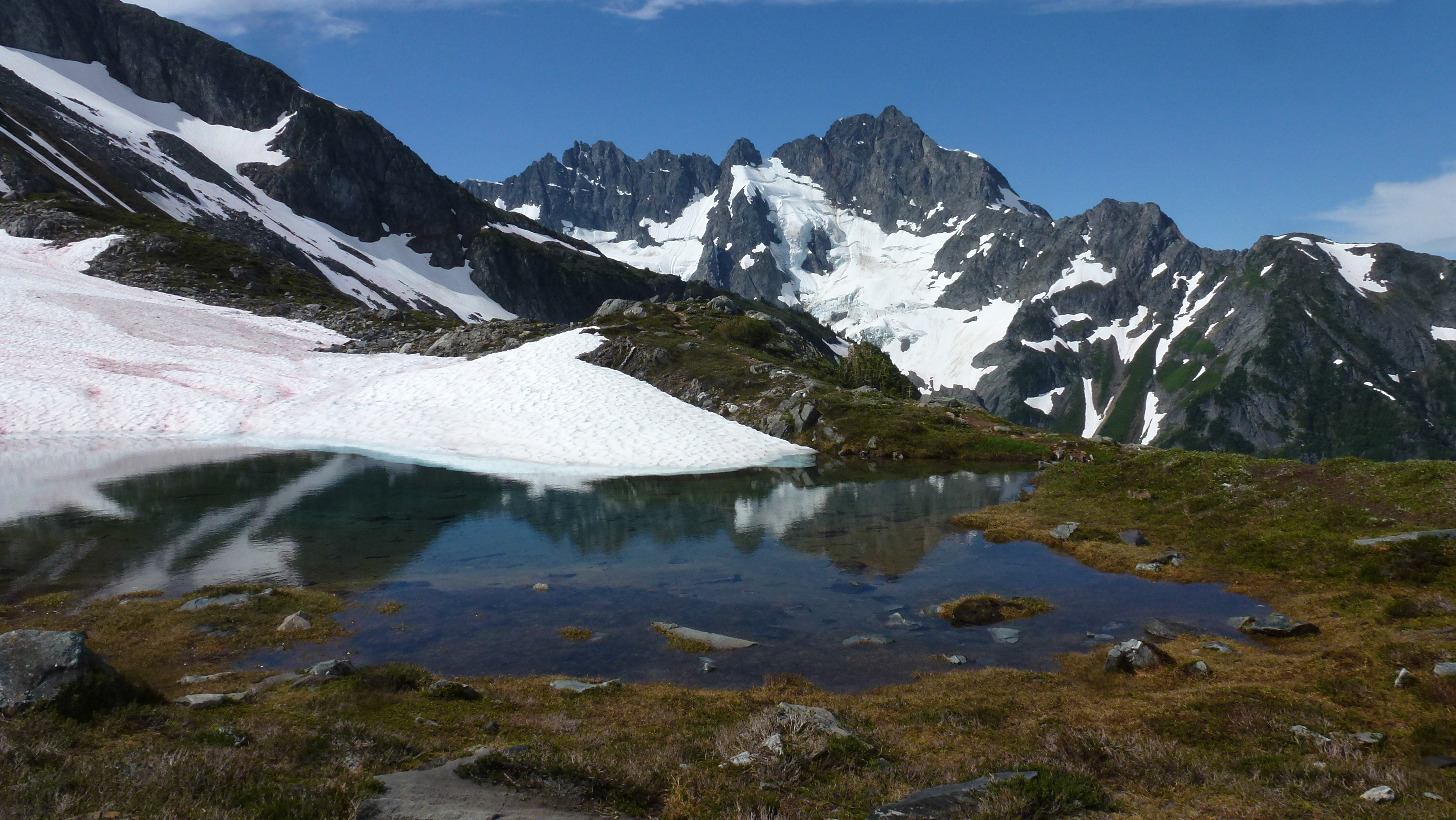
Der Mount Formidable vom Kool-Aid Lake aus

Der Zugang zum Mount Formidable erfolgt üblicherweise über die Ptarmigan Traverse, welche am Cascade Pass beginnt.:265–267 Bergsteiger steigen vom Cascade Pass zum Cache Col über den Cache-Col-Gletscher auf, passieren dann den Kool-Aid Lake, einen kleinen, alpinen See, der in den Middle Fork Cascade River entwässert. Danach wenden sie sich normalerweise südwärts gegen den Middle-Cascade-Gletscher über die Red Ledges, dann um die Südseite des Berges herum zum Gipfel. Es gibt jedoch auch alternative Routen, von denen die meisten den Aufstieg vom Middle-Cascade-Gletscher beinhalten.:265–267